# Изворът на девственицата
„Изворът на девственицата“ (на шведски: Jungfrukällan) е шведски драматичен филм от 1960 година на режисьора Ингмар Бергман. Главните роли се изпълняват от Макс фон Сюдов, Биргита Валберг, Гюнел Линдблум и Биргита Петершон, а оператор е Свен Нюквист.

## Сюжет
Сценарият на Ула Исаксон е адаптация на баладата от 13 век „Töres döttrar i Wänge“, разказваща легенда за основаването на църква в Йостерйотланд. Той описва изнасилването и убийството на местно момиче от скитници и отмъщението на нейния баща.

## В ролите
| Изпълнител       | Роля   |
| ---------------- | ------ |
| Макс фон Сюдов   | Торе   |
| Биргита Валберг  | Марета |
| Гюнел Линдблум   | Ингери |
| Биргита Петершон | Карин  |
| Алан Едвал       | Просяк |

## Награди и номинации
- 1961 година филмът получава наградата Оскар за най-добър чуждоезичен филм.